# Strachengrund
Der Strachengrund im Rothaargebirge ist ein ca. 1,8 km langer, orographisch linker Quellbach der Berkmecke im Hochsauerlandkreis in Nordrhein-Westfalen.

## Verlauf
Der Strachengrund entspringt etwa 0,8 km nordöstlich vom Winterberger Ortsteil Mollseifen. Seine Quelle liegt etwa 700 m südwestlich des Gipfels des Bärenberges (744 m) auf ca. 653 m.ü. NHN. Ab der Quelle verläuft der Strachengrund durch Waldstücke, wobei linksseitig zwei namenlose Quellbäche einmünden, bevor der Bach im Talgrund nach etwa 800 m Weiden und Wiesen passiert. Nach ca. 1,8 km mündet der Stachengrund in die Berkmecke. Im Mündungsbereich befindet sich die Wüstung Höckeringhausen (Hukirdinchusen). Von hier fließt die Berkmecke nach Südosten und mündet schließlich in der Ortslage Kranebuche des Dorfes Züschen in die aus Süden kommenden Ahre ein. Die Ahre bildet in Züschen auf ca. 463 m Höhe zusammen mit dem Bach Sonneborn den Eder-Zufluss Nuhne.

## Natur und Umwelt
Nach ca. 700 m fließt der Strachengrund in das 75,04 ha große Naturschutzgebiet Berkmecke - Talsystem (HSK-411) ein. Das NSG besteht aus dem Talbereich der Berkmecke und anderen Nebentälern wie dem Flachengrund. Die Täler werden teilweise durch Rinder und Pferde beweidet. Das NSG-Gebiet ist seit 2000 Teil des 2249 ha großen FFH-Gebietes Hallenberger Wald (DE 4817-301).